# Marktliquiditätsrisiko
Als Marktliquiditätsrisiko wird das Liquiditätsrisiko eines Marktteilnehmers verstanden, dass Vermögensgegenstände, insbesondere Finanzinstrumente, aufgrund der zu geringen Marktliquidität oder Markttiefe eines Marktes nur zu einem geringeren als dem erwarteten Marktpreis oder gar nicht verkauft werden können.
Vom Marktliquiditätsrisiko sind vor allem Finanzmärkte wie der Geldmarkt oder Kapitalmarkt (Aktienmarkt, Rentenmarkt oder Devisenmarkt) betroffen. Kommt es hier zu einer Marktenge durch Schocks, Angebotsüberhänge oder Nachfragelücken als Marktungleichgewichte, so sehen sich verkaufsbereite Verkäufer der Gefahr gegenüber, ihre Handelsobjekte (etwa Aktien, Anleihen, Derivate oder Devisen) nicht zum erwarteten fairen Wert veräußern zu können, sondern zu einem darunter liegenden aktuellen Markt- oder Kurswert oder gar nicht. Dadurch kann eine beliebige Risikoposition (ein Exposure) nur zu finanziell ungünstigeren Bedingungen als erwartet oder gar nicht geschlossen werden.
Dagegen ist ein liquider Markt dadurch gekennzeichnet, dass Handelsobjekte jederzeit und sofort zum oder nahe dem fairen Wert verkauft werden können. Auch liquide Märkte können während ihrer Marktentwicklung in eine Liquiditätskrise geraten, so dass die Liquidierbarkeit von Handelsobjekten eingeschränkt sein kann.

## Ursachen
Vom Marktliquiditätsrisiko sind weniger die Börsen betroffen, dafür aber umso stärker der außerbörsliche Handel. Ursache sind hier die Marktstrukturen und die Markttransparenz, die bei einem bestehenden Marktliquiditätsrisiko nicht optimal funktionieren. Zunehmende Laufzeit und Spezifität der Handelsobjekte oder Finanzkontrakte erschwert deren Verkäuflichkeit (Liquidierbarkeit).

## Marktstruktur
Risikotreiber für das Marktliquiditätsrisiko sind insbesondere
- die Marktgröße,
- die Geld-Brief-Spanne,
- die Aufnahmefähigkeit des Marktes,
- die Größe der zu schließenden Position und
- der Planungshorizont, der für die Schließung der Position vorgesehen ist.

Sie können isoliert oder kombiniert auftreten.
Man kann beim Marktliquiditätsrisiko das exogene und das endogene Marktliquiditätsrisiko unterscheiden. Das exogene Marktliquiditätsrisiko ist unabhängig von dem handelnden Marktteilnehmer, hängt also alleine von externen Faktoren ab. Es besteht im Wesentlichen darin, dass die Geld-Brief-Spanne (bei konstantem Preis) größer wird und deshalb ein Geschäft nur zu einem schlechteren Preis möglich ist. Eine ungünstige Änderung des Preises insgesamt wäre nicht dem Marktliquiditätsrisiko, sondern dem Marktpreisrisiko zuzuordnen.
Dies gilt nicht mehr, wenn die Bewegung des Marktpreises auf die Versuche der handelnden Person, seine Position zu schließen, zurückzuführen ist. Beispielsweise kann der Versuch eines Investors, ein großes Aktienpaket zu verkaufen, dazu führen, dass diese Aktie im Preis fällt. Der Investor erleidet dann einen Verlust, weil er seine Aktien nur noch zu einem niedrigeren Preis („Paketabschlag“) verkaufen kann. Diese Form des Marktliquiditätsrisiko kann man als endogenes Marktliquiditätsrisiko bezeichnen, da es auch von internen Faktoren abhängt. Je weniger aufnahmefähig (liquide) der Markt, je größer die Position und je schneller deren Liquidation ist, desto mehr muss damit gerechnet werden, dass das Schließen der Position nur zu ungünstigen Bedingungen möglich ist.

## Abgrenzung
Das Marktliquiditätsrisiko ist ein Finanzrisiko und wird manchmal als Teil des Marktpreisrisikos angesehen. Marktpreisrisiko und Marktliquiditätsrisiko müssen jedoch streng voneinander unterschieden werden. Eine ungünstige Änderung des Marktpreises insgesamt ist kein Marktliquiditätsrisiko, sondern ein Marktpreisrisiko. Dies gilt nicht mehr, wenn die Bewegung des Marktpreises auf die Versuche des Verkäufers, seine Position zu schließen, zurückzuführen ist. Beispielsweise gehört hierhin der Versuch eines Investors, ein großes Aktienpaket zu verkaufen. Der Börsenkurs dieser Aktie dürfte wegen des allgemein geringen Marktvolumens fallen. Diese Form des Marktliquiditätsrisikos ist ein endogenes Marktliquiditätsrisiko, weil es von internen Faktoren abhängt. Je weniger aufnahmefähig (liquide) der Markt, je größer die Position und je schneller deren Liquidation ist, desto mehr muss damit gerechnet werden, dass das Schließen der Position nur zu ungünstigen Bedingungen möglich ist. Diese Marktilliquidität hat auch Auswirkungen auf die Preisstellung etwa bei der Geld-Brief-Spanne, so dass diese zumindest teilweise zum Marktpreisrisiko gehört, weil Interdependenzen zwischen dem Marktrisiko als Preisrisiko und dem Marktliquiditätsrisiko bestehen.

## Messung
Das externe Marktliquiditätsrisiko kann bei der Modellierung des normalen Marktpreisrisikos berücksichtigt werden. In der Literatur existieren Vorschläge, mögliche zukünftige Veränderungen der Geld-Brief-Spannen stochastisch zu modellieren und diese Modellierung in die normalen Value-at-Risk-Modelle für das Marktpreisrisiko zu integrieren.
Eine Möglichkeit zu Quantifizierung des internen Marktliquiditätsrisiko besteht darin, den Einfluss auf den Marktpreis abzuschätzen, den das Schließen einer großen Position haben würde. Dazu werden Informationen über die Preiselastizität des betroffenen Instrumentes an den Finanzmärkten benötigt. Ein langsames Schließen einer Position, d. h. eine sukzessive Liquidation über einen längeren Zeitraum, verringert den negativen Einfluss des endogenen Marktliquiditätsrisiko, erhöht aber das Risiko von Verlusten aus dem Marktpreisrisiko. Ein Investor kann versuchen, diese beiden Größen (Liquidierungskosten und Verlustrisiko) in Abhängigkeit von der Liquidierungsdauer abzuschätzen und daraus eine für ihn optimale Liquidationsstrategie abzuleiten.